# گروه بل
گروه بل (انگلیسی: Bel Group) شرکت صنایع غذایی فرانسوی است، که در سال ۱۸۵۶ تأسیس شد.